# 포천군
| Daedongyeojido (Gyujanggak) 12-03.jpg |
| Daedongyeojido (Gyujanggak) 13-04.jpg |

포천군(抱川郡)은 경기도 포천시의 이전 행정구역이었다. 2003년 10월 19일 포천읍을 폐지하고 포천시로 승격하였다.

## 역사
- 백제 때 마홀군(馬忽郡)이라 불리었다.
- 신라 진흥왕 견성군(堅城郡)이라 불리었다.
- 신라 경덕왕 다시 청성(靑城)이라 불리었다.
- 고려 초 포주(抱州)라는 이름으로 불리었다.
- 조선 태종 13년(1413년)에 지금의 포천이란 이름으로 불리게 되었다. 그때 포천은 포천현이었다.
- 대동지지(1866년)에 의하면, 방면으로 읍내(邑內)면, 가산(加山)면, 내동(內洞)면, 동촌(東村)면, 청량(淸涼)면, 소흘산(所吃山), 서면(西面), 내북(內北)면, 외북(外北), 수암소(垂岩所)가 있었다. 1914년 통폐합 자료와 비교할 때 소흘산면은 내소면과 외소면으로 나뉘어 있고 수암소면은 외북면에 포함된 것으로 추정된다. 수암소는 옛 소(所)의 하나인데, 오늘날의 고일리(수루바위) 일대에 있었다고 전한다.[1]
- 1895년 6월 23일(음력 윤5월 1일) 한성부 포천군(抱川郡)으로 개편하였다.
- 1896년 8월 4일 경기도 포천군으로 개편하였다.
- 1906년 9월 24일, 양주군에서 산내면과 청송면을 편입하였다.[2]
- 1914년 4월 1일, 포천군과 영평군을 통합하여 영천군(永川郡)으로 개칭하고 군청을 기존 포천군 청사 소재지에 두었다.[3][4]

| 조선총독부령 제111호  |             |                                                            |
| 구 행정구역           | 신 행정구역 | 신 행정구역                                                |
| 포천군 군내면(郡內面) | 군내면      | 구읍리, 명산리, 용정리, 상성북리, 하성북리, 직두리         |
| 포천군 청량면(淸凉面) | 군내면      | 유교리, 좌의리                                             |
| 포천군 청량면(淸凉面) | 가산면      | 감암리, 마전리, 우금리                                     |
| 포천군 가산면(加山面) | 가산면      | 가산리, 금현리, 마산리, 방축리, 정교리                     |
| 포천군 동촌면(東村面) | 내촌면      | 명덕리, 지현리, 화현리                                     |
| 포천군 내동면(內洞面) | 내촌면      | 내리, 마명리, 소학리, 신팔리, 음현리, 진목리               |
| 포천군 외소면(外所面) | 소흘면      | 이곡리, 무림리, 송우리, 이동교리, 직동리                   |
| 포천군 내소면(內所面) | 소흘면      | 고모리, 무봉리, 이가팔리, 초가팔리                         |
| 포천군 외북면(外北面) | 신북면      | 계류리, 고일리, 삼성당리, 심곡리                           |
| 포천군 내북면(內北面) | 신북면      | 가채리, 기지리, 만세교리, 신평리                           |
| 포천군 청송면(靑松面) | 청산면      | 궁평리, 대전리, 백의리, 장탄리, 초성리                     |
| 포천군 산내면(山內面) | 청산면      | 갈월리, 금동리, 덕둔리, 삼정리                             |
| 포천군 서면(西面)     | 서면        | 신읍리, 어룡리, 자작리, 선단리, 설운리, 동교리, 탑동리     |
| 영평군 군내면(郡內面) | 영중면      | 거사리, 금주리, 양문리, 성동리                             |
| 영평군 읍내면(邑內面) | 영중면      | 영송리, 영평리                                             |
| 영평군 하리면(下里面) | 창수면      | 오가리, 운산리                                             |
| 영평군 서면(西面)     | 창수면      | 고소성리, 신흥리                                           |
| 영평군 남면(南面)     | 창수면      | 가양리, 주원리, 추동리                                     |
| 영평군 북면(北面)     | 영북면      | 대회산리, 문암리, 산정리, 소회산리, 야미리, 운천리, 자일리 |
| 영평군 일동면(一東面) | 일동면      | 기산리, 화대리, 수입리, 길명리, 사직리, 유동리             |
| 영평군 이동면(二東面) | 이동면      | 장암리, 연곡리, 도평리, 노곡리                             |
12면 - 군내면, 가산면, 내촌면, 소흘면, 서면, 신북면, 청산면, 영중면, 창수면, 영북면, 일동면, 이동면
- 1914년 9월 27일, 영천군을 포천군(抱川郡)으로 개칭하였다.[5]
- 1938년 1월 1일, 서면(西面)을 포천면으로 개칭하였다.
- 1945년 11월 4일, 미군정 관할의 이동면을 일동면에, 청산면을 창수면에, 영중면을 신북면에 합면하였다.[6] (남: 8면)
- 한국 전쟁으로 해방 당시 군역 모두를 수복하였다.
- 1954년 11월 17일, 수복지구를 편입하였다.[7] (12면)

| 법률 제350호 수복지구임시행정조치법   |
| 신 행정구역                           |
| 포천군 영북면, 이동면, 영중면, 청산면 |
- 1963년, 내촌면 화현출장소를 설치하였다.
- 1979년 5월 1일, 포천면을 포천읍으로 승격하였다.[8] (1읍 11면)
- 1983년 2월 15일, 연천군 관인면을 포천군에 편입하였고, 포천군 청산면 삼정리·갈월리·금동리·덕둔리를 신북면으로 편입하였고, 포천군 청산면(청산면 중 삼정리·갈월리·금동리·덕둔리를 제외한다)을 연천군으로 편입하였고, 내촌면 화현리·지현리·명덕리를 관할로 화현면을 신설하였다.[9] (1읍 12면)
- 1996년 2월, 소흘면을 소흘읍으로 승격하였다. (2읍 11면)
- 2003년 10월 19일, 포천군 일원을 관할로 하여 도농복합형태의 포천시가 설치되었다.[10] 포천읍을 폐지하고, 포천동, 선단동을 설치하였다. (1읍 11면 2행정동)

## 같이 보기
- 포천시
- 포천군의 국회의원